# 謝吉卿
謝吉卿（1549年—1629年），字修之，號月航，福建泉州府晉江縣人，明朝政治人物。

## 生平
隆庆四年（1570年）庚午科福建鄉試第七十名，萬曆八年（1580年）庚辰科會試第五名，第三甲一百八名進士。户部觀政，本年授清江縣知縣，坐场屋事，十三年谪广西按察司照磨，掌教宣成书院，委署興安縣，勵精圖治。十五年調任浙江泰順縣知縣，十七年又调海盐。十九年被彈劾，致仕歸鄉，年八十一卒。

## 家族
曾祖謝暲；祖父謝繼宗；父謝九思。母王氏；繼母蔡氏。具庆下。弟謝台卿，同科進士。